# Кутайсов, Константин Павлович
Граф Константи́н Па́влович Кута́йсов (1876—1918) — русский полковник из рода Кутайсовых, герой Первой мировой войны.

## Биография
Родился 16 (28) ноября 1876 года в семье графа графа Павла Ипполитовича Кутайсова.
По окончании Пажеского корпуса в 1897 году, был произведён из камер-пажей в подпоручики 7-й полевой конно-артиллерийской батареи. Позднее был переведен в лейб-гвардии Конную артиллерию.
Чины: поручик (1901), штабс-капитан (1905), капитан (1909), полковник (1912), флигель-адъютант (1915).
В 1912 году окончил Офицерскую артиллерийскую школу. Был командиром 4-й батареи лейб-гвардии Конной артиллерии, с которой и вступил в Первую мировую войну. Был пожалован Георгиевским оружием:
За то, что в бою 18-го августа при хуторе Моститене снялся под сильным артиллерийским огнём противника на близкой от него дистанции и метким огнём заставил батарею противника замолчать и тем открыл свободный путь для дальнейшего следования колонны.
12 июня 1916 года назначен командиром 3-го дивизиона лейб-гвардии Конной артиллерии. В том же году сопровождал в Персию великого князя Дмитрия Павловича, сосланного туда после убийства Распутина.
22 марта 1918 года расстрелян большевиками вместе со своим зятем (мужем сестры Елизаветы) — Николаем Александровичем Ребиндером и другими родственниками — в Титовском бору, усадьбы Шебекино.

## Семья
Жена — Ольга Михайловна, урожд. Хилкова (1864— 1911), дочь государственного деятеля князя М.И.Хилкова. Детей в браке не было.

## Награды
- Орден Святого Станислава 2-й ст. (1910)
- Георгиевское оружие (ВП 13.10.1914)
- Орден Святой Анны 2-й ст. с мечами (ВП 25.05.1915)